# Rubus rhytidophyllus
Rubus rhytidophyllus är en rosväxtart som beskrevs av Heinrich E. Weber. Rubus rhytidophyllus ingår i släktet rubusar, och familjen rosväxter. Inga underarter finns listade i Catalogue of Life.